# Béatrice Gosselin
Pour les articles homonymes, voir Gosselin.
Béatrice Gosselin, née le 27 mars 1958, est une femme politique française. Elle est sénatrice de la Manche depuis 2020.

## Biographie
Bien que possédant le même patronyme, Béatrice Gosselin n'a pas de lien de parenté avec Philippe Gosselin et Geneviève Gosselin.
Institutrice à l'école Jean-Paul II, Béatrice Gosselin est entrée au conseil municipal de Gouville-sur-Mer en 1995 avant de devenir adjointe en 2001 et maire depuis janvier 2019. Elle est également vice-présidente de la communauté de communes Coutances Mer et Bocage.
Lors des élections régionales de 2015 en Normandie, Béatrice Gosselin est candidate en 10e position sur la liste manchoise d'Hervé Morin mais n'est pas élue à l'issue du scrutin.
Elle succède en tant que sénatrice de la Manche à Alain Sévêque, démissionnaire, et rejoint la commission de la Culture, de l'Éducation et de la Communication. Membre du parti Les Républicains, elle rejoint au Sénat le groupe Les Républicains en tant qu’apparentée. Elle s'oppose à l'interdiction des thérapies de conversion visant les personnes LGBTQI+.